# Hypostomus punctatus
Hypostomus punctatus är en fiskart som beskrevs av Valenciennes, 1840. Hypostomus punctatus ingår i släktet Hypostomus och familjen Loricariidae. Inga underarter finns listade i Catalogue of Life.